# Габріель Очоа Урібе
Габріель Очоа Урібе (ісп. Gabriel Ochoa Uribe, нар. 20 листопада 1929, Сопетран — 8 серпня 2020) — колумбійський футболіст, що грав на позиції воротаря. По завершенні ігрової кар'єри — футбольний тренер та спеціаліст зі спортивної медицини.
Виступав, зокрема, за клуб «Мільйонаріос».

## Ігрова кар'єра
У дорослому футболі дебютував 1946 року виступами за команду клубу «Америка де Калі», в якій провів два сезони.
Своєю грою за цю команду привернув увагу представників тренерського штабу клубу «Мільйонаріос», до складу якого приєднався 1949 року. Відіграв за команду з Боготи наступні шість сезонів своєї ігрової кар'єри. У складі «Мільйонаріос» був основним воротарем команди. У складі клубу став чотириразовим чемпіоном країни та володарем Кубку у 1953 році.
Протягом 1955—1956 років захищав кольори команди клубу «Америка» (Ріо-де-Жанейро).
Завершив професійну ігрову кар'єру у клубі «Мільйонаріос», у складі якого вже виступав раніше. Прийшов до команди 1956 року, захищав її кольори до припинення виступів на професійному рівні у 1958.

## Кар'єра тренера
Розпочав тренерську кар'єру відразу ж по завершенні кар'єри гравця, 1958 року, очоливши тренерський штаб клубу «Мільйонаріос».
У 1963 уперше протягом одного року очолював збірну Колумбії.
У 1965—1968 роках очолював клуб «Санта-Фе».
Пізніше, у 1970 році, повернувся до роботи у клуб «Мільйонаріос», який очолював до 1977 року.
у 1979 році очолив клуб «Америка де Калі», із яким працював до 1991 року.
1985 року удруге очолив збірну Колумбії для підготовки до відбору на чемпіонат світу з футболу 1986 року. Позавершенні відбіркового турніру, у якому збірна Колумбії не виконала поставленої мети, Габріель Очоа Урібе був звільнений із посади головного тренера.
У 1991 році завершив тренерську кар'єру роботою у клубі «Америка де Калі».

## Титули і досягнення

### Як гравця
Переможець Чемпіонату Колумбії з футболу (4) — 1949, 1951—1953 (усі — «Мільйонаріос»)
Володар Кубка Колумбії з футболу — 1953 («Мільйонаріос»)

### Як тренера
Переможець Чемпіонату Колумбії з футболу — (6) 1959, 1961—1963, 1972 (з «Мільйонаріос»);(1) — 1966 (із «Санта-Фе»);(7) — 1979, 1982—1986, 1990 (із «Америка де Калі»).